# Heliotropium pinnatisectum
Heliotropium pinnatisectum är en strävbladig växtart som beskrevs av Perez-moreau. Heliotropium pinnatisectum ingår i Heliotropsläktet som ingår i familjen strävbladiga växter. Inga underarter finns listade i Catalogue of Life.